# Società Sportiva Juventus Stabia 1988-1989
Questa pagina raccoglie le informazioni riguardanti la Società Sportiva Juventus Stabia nelle competizioni ufficiali della stagione 1988-1989.

## Rosa
| N. |                   | Ruolo | Calciatore          |
| -- | ----------------- | ----- | ------------------- |
|    | Italia (bandiera) | D     | Aniello Capiluongo  |
|    | Italia (bandiera) | C     | Roberto Chiancone   |
|    | Italia (bandiera) | P     | Luigi Criscuolo     |
|    | Italia (bandiera) |       | Fabrizi             |
|    | Italia (bandiera) | D     | Giuseppe Fargione   |
|    | Italia (bandiera) | A     | Mario Federico      |
|    | Italia (bandiera) | D     | Giovanni Ferraro    |
|    | Italia (bandiera) | D     | Nicola Francese     |
|    | Italia (bandiera) | D     | Aldo Gardini        |
|    | Italia (bandiera) | D     | Vincenzo Giumentaro |
|    | Italia (bandiera) |       | Iaccarino           |
|    | Italia (bandiera) | C     | Domenico Izzo       |
|    | Italia (bandiera) | D     | Alberto Lotti       |

| N. |                   | Ruolo | Calciatore          |
| -- | ----------------- | ----- | ------------------- |
|    | Italia (bandiera) | C     | Maurizio Lubbia     |
|    | Italia (bandiera) |       | Mainardi            |
|    | Italia (bandiera) |       | Manzi               |
|    | Italia (bandiera) | C     | Pasquale Matarese   |
|    | Italia (bandiera) | C     | Massimiliano Natale |
|    | Italia (bandiera) | C     | Alfredo Nencioni    |
|    | Italia (bandiera) | C     | Giuseppe Oliva      |
|    | Italia (bandiera) | A     | Mauro Piciollo      |
|    | Italia (bandiera) |       | Pirone              |
|    | Italia (bandiera) | A     | Vincenzo Rizzi      |
|    | Italia (bandiera) | A     | Marco Samaritani    |
|    | Italia (bandiera) | P     | Roberto Serena      |
|    | Italia (bandiera) | A     | Lirio Torregrossa   |

## Risultati

### Campionato

#### Girone di andata
| 11 settembre 1988 1ª giornata | Juventus Stabia | 0 – 3 | Campania |  |

| 18 settembre 1988 2ª giornata | Kroton | 2 – 0 | Juventus Stabia |  |

| Arbitro: | Massimo Ferro (Verona) |

|                 |           |  |
| Torregrossa 75’ | Marcatori |  |

| 2 ottobre 1988 4ª giornata | Turris | 1 – 0 | Juventus Stabia |  |

| 9 ottobre 1988 5ª giornata | Juventus Stabia | 0 – 1 | Sorrento |  |

| 16 ottobre 1988 6ª giornata | Afragolese | 1 – 1 | Juventus Stabia |  |

| 23 ottobre 1988 7ª giornata | Juventus Stabia | 1 – 3 | Atletico Leonzio |  |

| 30 ottobre 1988 8ª giornata | Siracusa | 1 – 0 | Juventus Stabia |  |

| 6 novembre 1988 9ª giornata | Lodigiani | 0 – 0 | Juventus Stabia |  |

| 13 novembre 1988 10ª giornata | Juventus Stabia | 1 – 3 | Benevento |  |

| 20 novembre 1988 11ª giornata | Cynthia | 1 – 0 | Juventus Stabia |  |

| 27 novembre 1988 12ª giornata | Juventus Stabia | 0 – 0 | Battipagliese |  |

| 4 dicembre 1988 13ª giornata | Juventus Stabia | 0 – 0 | Trapani |  |

| 11 dicembre 1988 14ª giornata | Latina | 1 – 0 | Juventus Stabia |  |

| 18 dicembre 1988 15ª giornata | Juventus Stabia | 1 – 2 | Cavese |  |

| 31 dicembre 1988 16ª giornata | Vigor Lamezia | 0 – 0 | Juventus Stabia |  |

| 8 gennaio 1989 17ª giornata | Juventus Stabia | 1 – 1 | Gela J.T. |  |

#### Girone di ritorno
| 15 gennaio 1989 18ª giornata | Campania | 3 – 1 | Juventus Stabia |  |

| 22 gennaio 1989 19ª giornata | Juventus Stabia | 2 – 1 | Kroton |  |

| Arbitro: | Montesano (Napoli) |

|           |           |  |
| Sapio 74’ | Marcatori |  |

| 12 febbraio 1989 21ª giornata | Juventus Stabia | 2 – 2 | Turris |  |

| 19 febbraio 1989 22ª giornata | Sorrento | 0 – 0 | Juventus Stabia |  |

| 5 marzo 1989 23ª giornata | Juventus Stabia | 1 – 0 | Afragolese |  |

| 12 marzo 1989 24ª giornata | Atletico Leonzio | 0 – 0 | Juventus Stabia |  |

| 19 marzo 1989 25ª giornata | Juventus Stabia | 0 – 0 | Siracusa |  |

| 25 marzo 1989 26ª giornata | Juventus Stabia | 0 – 0 | Lodigiani |  |

| 9 aprile 1989 27ª giornata | Benevento | 0 – 0 | Juventus Stabia |  |

| 16 aprile 1989 28ª giornata | Juventus Stabia | 1 – 1 | Cynthia |  |

| 23 aprile 1989 29ª giornata | Battipagliese | 3 – 1 | Juventus Stabia |  |

| 30 aprile 1989 30ª giornata | Trapani | 3 – 2 | Juventus Stabia |  |

| 14 maggio 1989 31ª giornata | Juventus Stabia | 1 – 0 | Latina |  |

| 21 maggio 1989 32ª giornata | Pro Cavese | 1 – 0 | Juventus Stabia |  |

| 28 maggio 1989 33ª giornata | Juventus Stabia | 0 – 2 | Vigor Lamezia |  |

| 4 giugno 1989 34ª giornata | Gela J.T. | 1 – 1 | Juventus Stabia |  |